# كويزي أملس
كويزي أملس (الاسم العلمي: Cantharellus laevis) هو نوع من الفطريات يتبع جنس الكويزي من فصيلة الكويزية.